# Настоящие пилильщики
Настоящие пилильщики (лат. Tenthredinidae) — семейство сидячебрюхих перепончатокрылых из группы пилильщиков надсемейства Tenthredinoidea. Семейство включает в себя около 5500 видов. Длина 5—20 мм.

## Биология
Личинки большинства видов живут открыто, иногда в тканях растений (стеблях, побегах, плодах, галлах и минах), обычно олигофаги, реже монофаги или полифаги. Зимует обычно предкуколка, иногда куколка, реже яйца.

## Значение
Ряд видов вредит, особенно плодово-ягодным культурам и лесным породам.

## Распространение
Встречаются повсеместно (редки только в Австралии, где 1 вид). В Европе около 1000 видов и подвидов настоящих пилильщиков.

## Классификация
Около 400 родов и более 5500 видов.

### Подсемейства и трибы
- Allantinae (Allantini — Athaliini — Empriini — Eriocampini) — Blennocampinae — Heterarthrinae — Nematinae (10 триб) — Selandriinae — Susaninae — Tenthredininae (13 триб)

### Основные рода

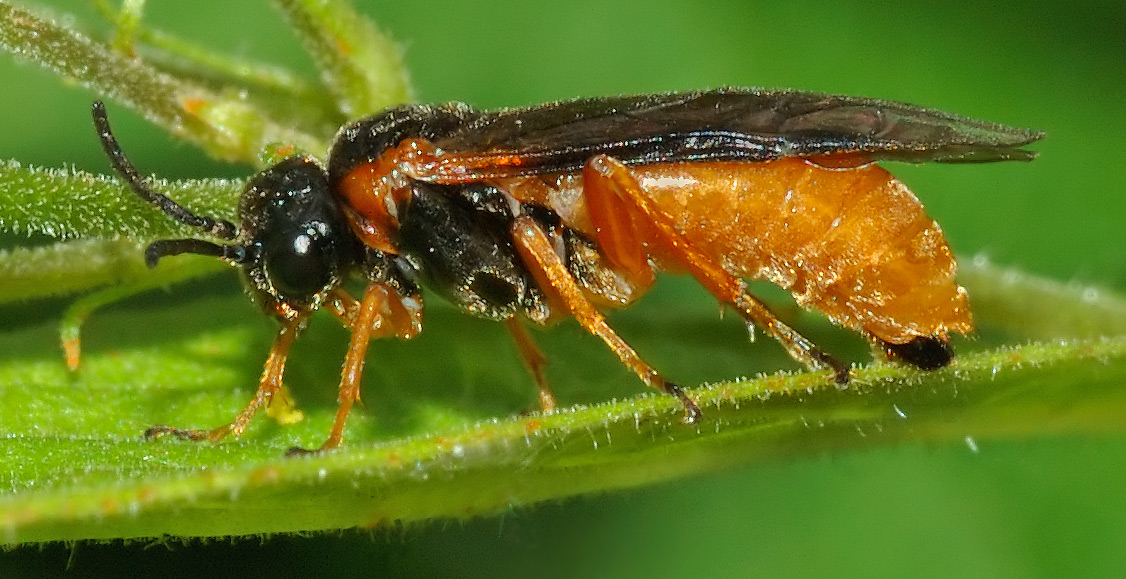
Monostegia abdominalis

- Подсемейство Selandriinae
  - Heptamelus Haliday, 1855
  - Pseudoheptamelus Conde, 1932
  - Hemitaxonus Ashmead, 1898
  - Strongylogaster Dahlbom, 1835
  - Strombocerina Malaise, 1942
  - Aneugmenus Hartig, 1837
  - Birka Malaise, 1944
  - Nesoselandria Rohwer, 1910
  - Selandria Leach, 1817
  - Brachythops Haliday, 1839
  - Loderus Konow, 1890
  - Dolerus Jurine, 1807
- Подсемейство Tenthredininae
  - Perineura Hartig, 1837
  - Aglaostigma Kirby, 1882
  - Ussurinus Malaise, 1931
  - Tenthredopsis A. Costa, 1859
  - Eurogaster Zirngiebl, 1953
  - Rhogogaster Konow, 1884
  - Tenthredo Linnaeus, 1758
  - Ischyroceraea Kiaer, 1898
  - Pachyprotasis Hartig, 1837
  - Macrophya Dahlbom, 1835
  - Siobla Cameron, 1877
  - Tyloceridius Malaise, 1945
- Подсемейство Allantinae
  - Eriocampa Hartig, 1837
  - Athalia Leach, 1817
  - Monostegia O. Costa, 1859
  - Monosoma MacGillivray, 1908
  - Empria Lepeletier, 1828
  - Ametastegia A. Costa, 1882
  - Taxonus Hartig, 1837
  - Allantus Panzer, 1801
  - Apethymus Benson, 1939
- Подсемейство Blennocampinae
  - Hoplocampoides Enslin, 1913
  - Tomostethus Konow, 1886
  - Phymatocera Dahlbom, 1835
  - Paracharactus MacGillivray, 1908
  - Rhadinoceraea Konow, 1886
  - Monophadnus Hartig, 1837
  - Stethomostus Benson, 1939
  - Eutomostethus Enslin, 1914
  - Blennocampa Hartig, 1837
  - Ardis Konow, 1886
  - Monardis Benson, 1952
  - Cladardis Benson, 1952
  - Periclista Konow, 1886
  - Monophadnoides Ashmead, 1898
  - Claremontia Rohwer, 1909
  - Halidamia Benson, 1939
- Подсемейство Heterarthrinae
  - Endelomyia Ashmead, 1898
  - Caliroa O. Costa, 1859
  - Rocalia Takeuchi, 1952
  - Heterarthrus Stephens, 1835
  - Parna Benson, 1936
  - Metallus Forbes, 1885
  - Scolioneura Konow, 1890
  - Messa Leach, 1817
  - Profenusa MacGillivray, 1914
  - Fenusa Leach, 11817
  - Fenella Westwood, 1840
- Подсемейство Nematinae
  - Pseudodineura Konow, 1885
  - Endophytus Hering, 1934
  - Claudius Illiger, 1807
  - Priophorus Dahlbom, 1835
  - Trichiocampus Hartig, 1837
  - Hoplocampa Hartig, 1837
  - Mesoneura Hartig, 1837
  - Platycampus Schiødte, 1839
  - Anoplonyx Marlatt, 1896
  - Dineura Dahlbom, 1835
  - Hemichroa Stephens, 1835
  - Nematinus Rohwer, 1911
  - Stauronematus Benson, 1953
  - Micronematus Konow, 1890
  - Pristiphora Latreille, 1810
  - Sharliphora Wong, 1969
  - Pikonema Ross, 1937
  - Pachynematus Konow, 1890
  - Eitelius Kontuniemi, 1966
  - Croesus Leach, 1817
  - Nematus Panzer, 1801
  - Amauronematus Konow, 1890
  - Decanematus Malaise, 1931
  - Pontopristia Malaise, 1921
  - Euura Newman, 1837
  - Pontania Costa, 1859
  - Eupontania Zinovjev, 1985
  - Susana Rohwer & Middleton, 1932

## Галерея

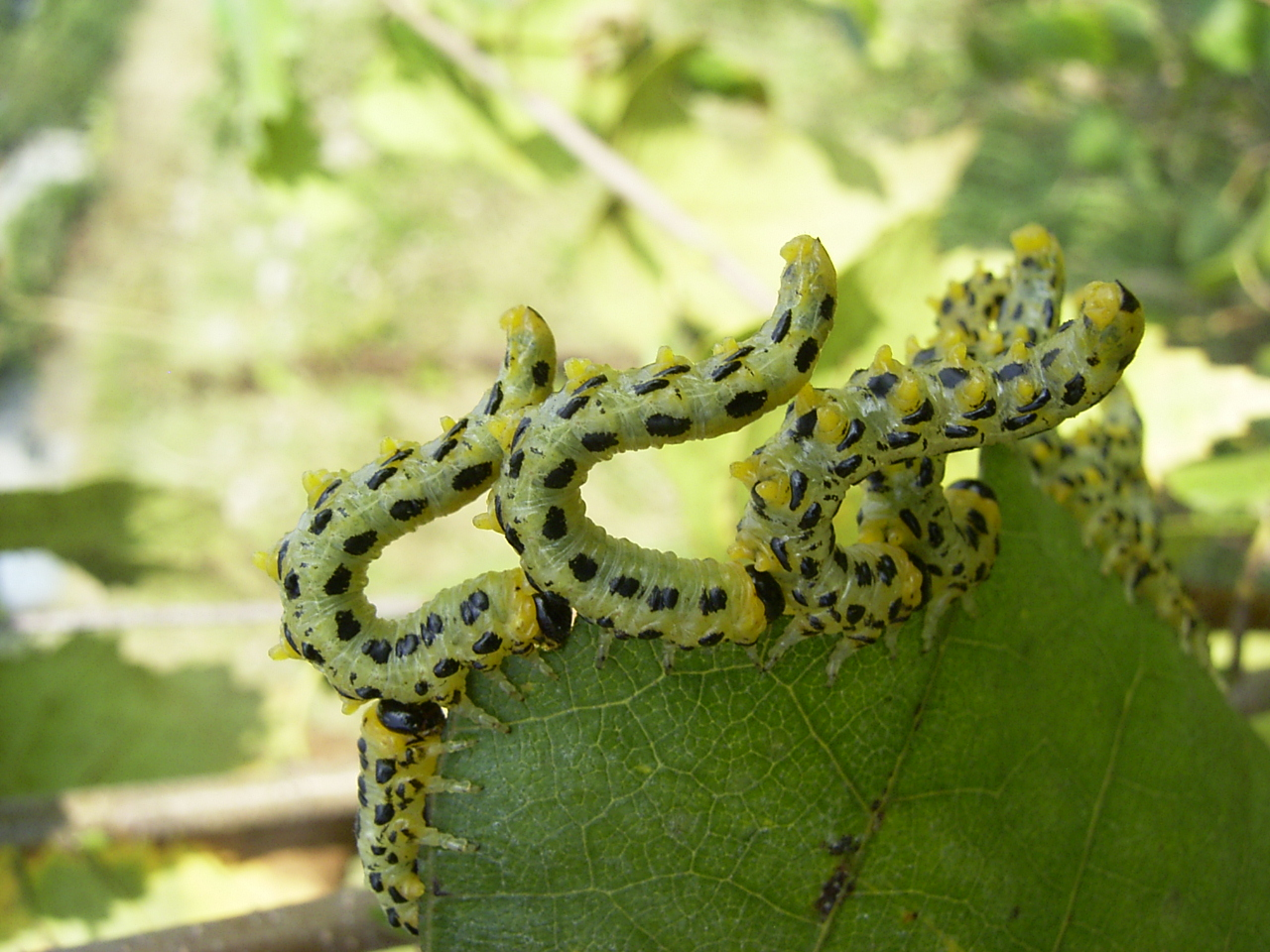
Личинки Craesus septentrionalis в характерной позе
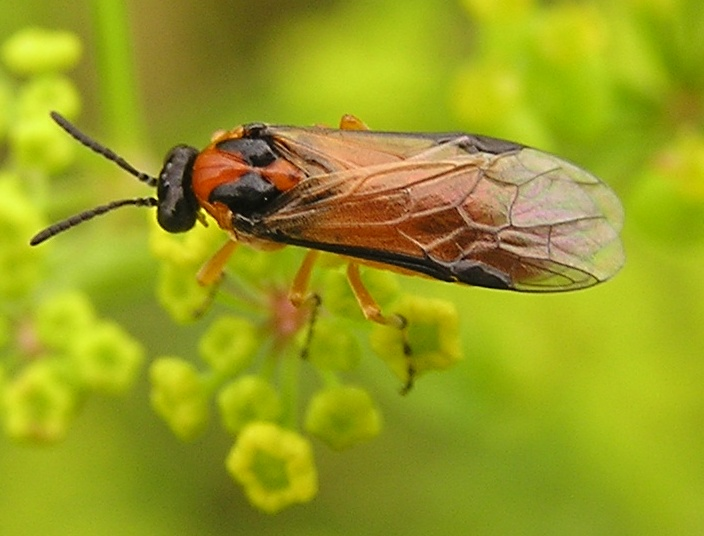
Athalia rosae на Pastinaca sativa
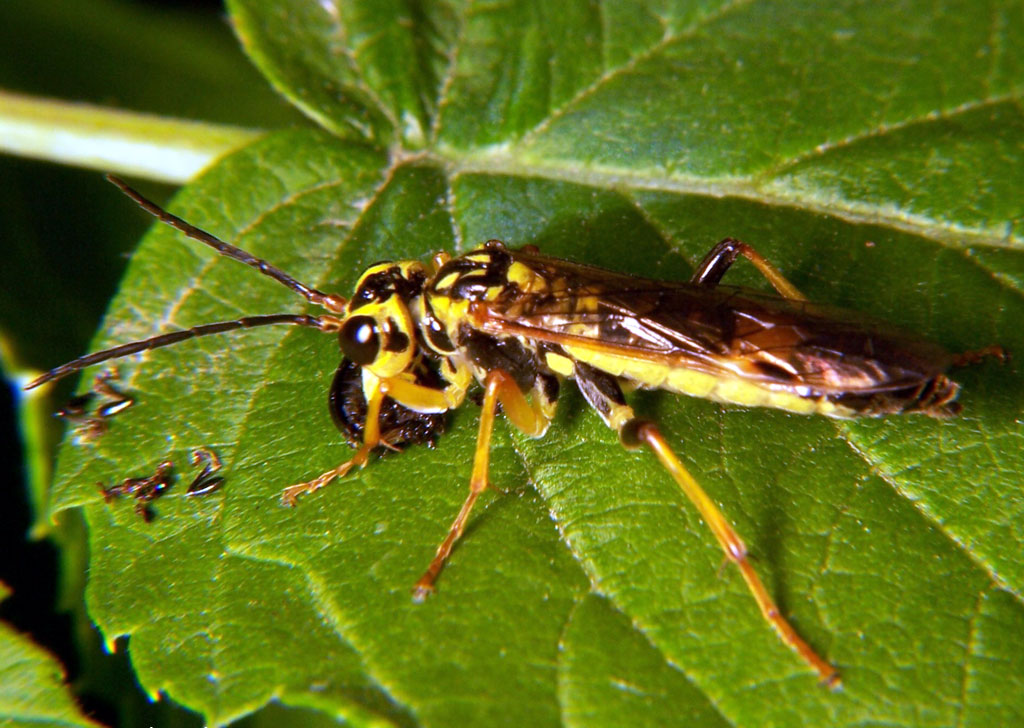
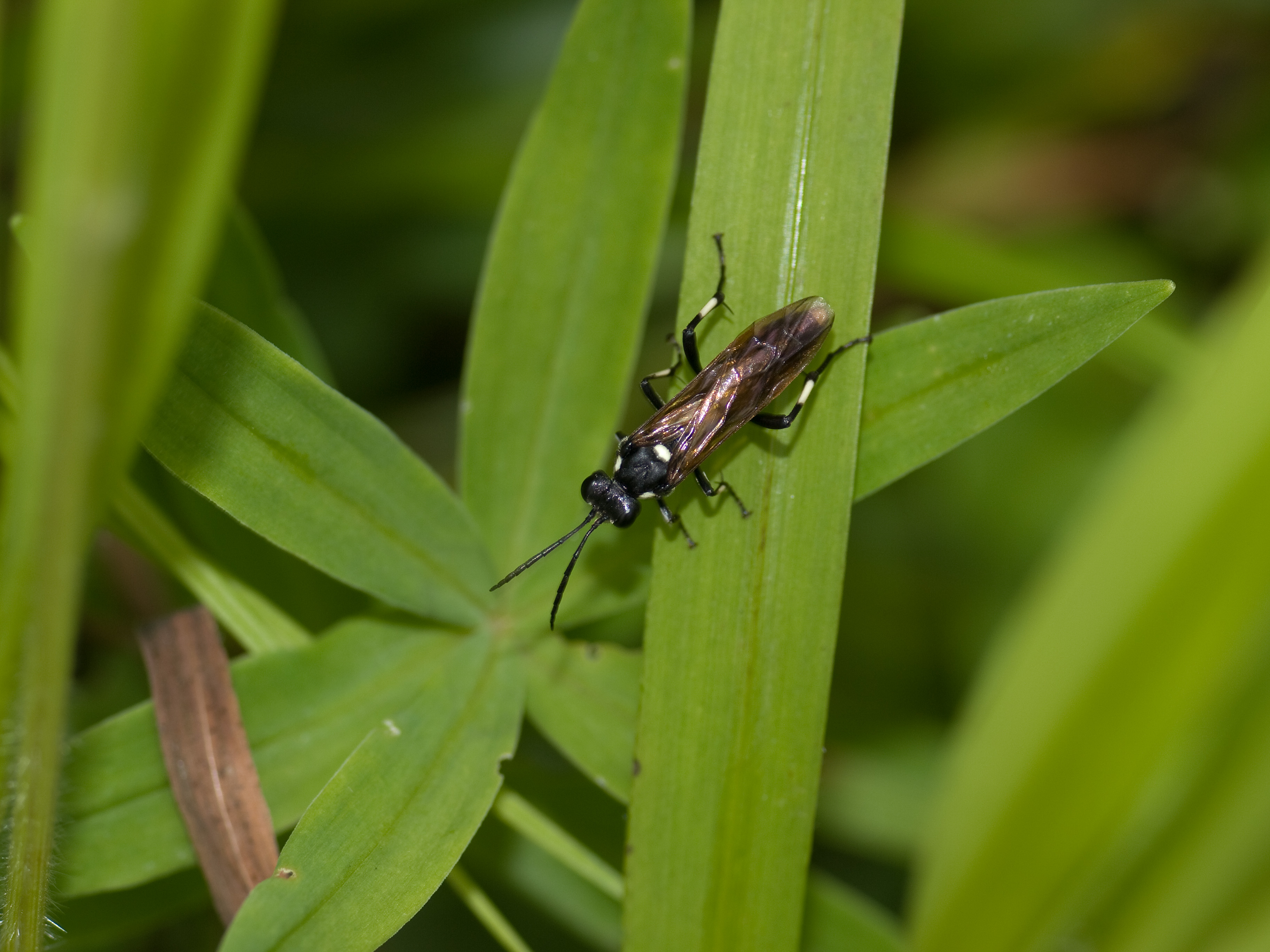
Macrophya duodecimpunctata